# Juan Poton de Xaintrailles

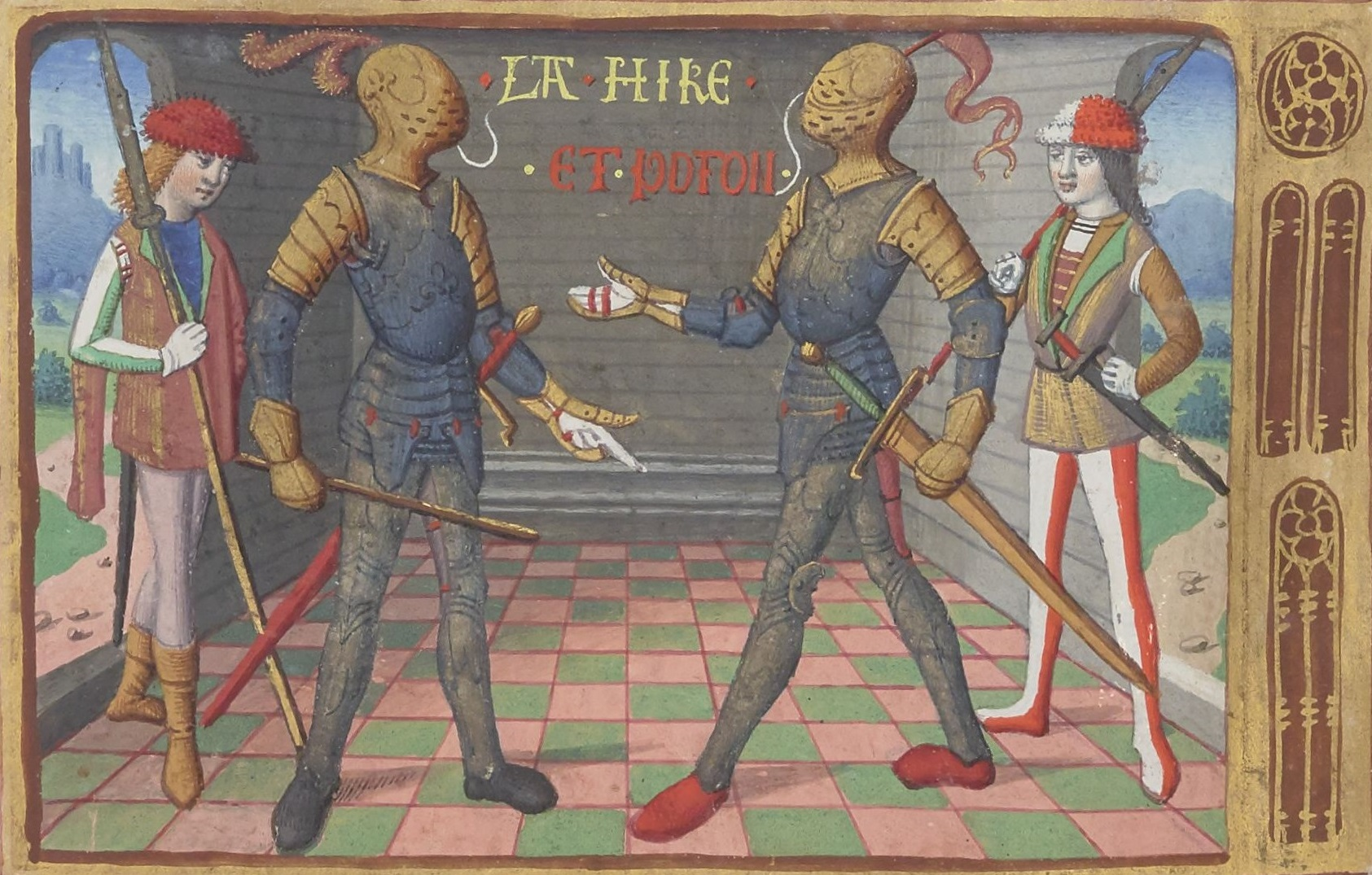
Xaintrailles y La Hire en una ilustración del.

Juan Poton de Xaintrailles (1390?-7 de octubre de 1461), un noble menor de origen Gascon, fue uno de los principales lugartenientes de Juana de Arco. Sirvió como maestro de los establos reales, como bailio real en Berry y como senescal de Limousin. En 1454  fue nombrado Mariscal de Francia. Juan Poton fue una de las figuras más destacadas del bando francés en la Guerra de los Cien Años.
Luchó en la batalla de Verneuil en 1424. Su participación, junto con Juana de Arco, en la batalla en Orléans en 1427 puso fin del Asedio de Orléans. Resultó malherido en la batalla. Fue capturado en la batalla de Cravant y más tarde intercambiado por John Talbot. Juan Poton luchó en numerosas batallas junto a Juana de Arco durante la campaña del Loira y fue un colaborador estrecho de Juana durante toda su vida. Junto a La Hire, intentó, aunque sin éxito, rescatar a Juana tras su captura. Creyendo que estaba cautiva en Compiègne, Juan Poton capturó la ciudad, solo para descubrir que la prisionera había sido ya trasladada a Rouen.
Sirvió con Juana de Arco en el Asedio de Orléans, y en las batallas de Jargeau, Meung-sur-Loire, Beaugency y Patay. Levantó el asedio de Compiègne.
En la última fase de la guerra participó en la reconquista de Normandía y en la conquista de Guyena, a menudo con Étienne de Vignolles, más conocido como La Hire, incluyendo la acción de Gerbevoy. Cuando se creó el ejército permanente en 1445, Xaintrailles fue puesto al mando de una de las doce compañías del nuevo ejército.
Murió en Burdeos sin herederos y dejó sus propiedades a la iglesia.

Escudo de armas de Juan Poton de Xaintrailles

## Cultura popular
Xaintrailles es una figura menor en las novelas "Catherine" de Juliette Benzoni.
La banda de folk metal Boisson Divine le dedicó una canción a su nombre.